# Norman H. Anning
Pour les articles homonymes, voir Anning (homonymie).
Norman Herbert Anning, né le 28 août 1883 à Holland Township et mort le 1er mai 1963 à Sunnydale, est un mathématicien et professeur émérite canado-américain, reconnu en mathématiques pour avoir publié une preuve de la caractérisation des ensembles infinis de points dans le plan avec des distances mutuellement entières, connue sous le nom de théorème d'Erdős-Anning.

## Biographie
Norman H. Anning est originaire de Holland Township (actuellement Chatsworth) (en)), dans le comté de Grey, en Ontario, au Canada. En 1902, il obtient une bourse d'études à l'université Queen's où il complète une licence en arts en 1905 et une maîtrise en arts en 1906.

## Carrière universitaire
Norman H. Anning enseigne à l'Université du Michigan de 1920 jusqu'à sa retraite en 1953,.
De 1909 à 1910, il enseigne les mathématiques à l'école secondaire Chilliwack (en), en Colombie-Britannique. Il est membre de l'Association mathématique d'Amérique, à laquelle il contribue pendant de nombreuses années,.
Il est président de l'université du Michigan de 1951 à 1952 et trésorier-secrétaire de 1925 à 1926 dans cette même institution.
Avec Paul Erdős, il publie en 1945 un article contenant ce qui est aujourd'hui connu sous le nom de théorème d'Erdős-Anning. Ce théorème stipule qu'un nombre infini de points dans le plan peuvent avoir des distances entières mutuelles uniquement si tous les points se trouvent sur une ligne droite.
Il prend sa retraite le 28 août 1953. Il meurt à Sunnydale, en Californie, aux États-Unis le 1er mai 1963.

## Publications
- Anning, N.H. et Erdős, P., « Integral distances », Bull. Amer. Math. Soc., vol. 51, no 8,‎ 1945, p. 598–600 (DOI 10.1090/s0002-9904-1945-08407-9 )
- Erdős, P., Ruderman, HD, Willey, M. et Anning, N., « Problems for Solution: 3739-3743 », JSTOR, vol. 42, no 6,‎ 1935, p. 396–397 (DOI 10.2307/2301373, JSTOR 2301373)
- Norman H. Anning, « Socrates Teaches Mathematics », Wiley Online Library, vol. 23, no 6,‎ 1923, p. 581–584 (DOI 10.1111/j.1949-8594.1923.tb07353.x)
- Norman H. Anning, « Another Method Of Deriving Sin 2α, sin 3α, And So On », School Science and Mathematics, vol. 17, no 1,‎ 1917, p. 43–44 (DOI 10.1111/j.1949-8594.1917.tb01843.x, lire en ligne)
- Norman H. Anning, « Note On Triangles Whose Sides Are Whole Numbers », School Science and Mathematics, vol. 16, no 1,‎ 1916, p. 82–83 (DOI 10.1111/j.1949-8594.1916.tb01570.x, lire en ligne)
- Norman H. Anning, « To Find Approximate Square Roots », School Science and Mathematics, vol. 15, no 3,‎ 1915, p. 245–246 (DOI 10.1111/j.1949-8594.1915.tb10261.x, lire en ligne)
- Norman H. Anning, « What Are The Chances That; A Few Questions », School Science and Mathematics, vol. 29, no 5,‎ 1929, p. 460 (DOI 10.1111/j.1949-8594.1929.tb02431.x)
- Norman H. Anning, « A Device For Teachers Of Trigonometry », School Science and Mathematics, vol. 25, no 7,‎ 1925, p. 739–740 (DOI 10.1111/j.1949-8594.1925.tb05056.x)